# Castello di Trim
Il castello di Trim (in irlandese: Caisleán Bhaile Atha Troim) è un castello normanno sulla riva sud del fiume Boyne a Trim, nella contea di Meath, in Irlanda.
Con una superficie di 30000 m², è il più grande castello normanno in Irlanda. 
Venne costruito da Hugh de Lacy e da suo figlio Walter come seggio della Signoria di Meath. De Lacy costruì un enorme castello in cima ad una collina, con mura concentriche, difeso da una robusta palizzata doppia e un fossato esterno.  Hugh de Lacy prese possesso del contado (e probabilmente di un preesistente forte) nel 1172 ed iniziò la costruzione del maschio centrale nel 1176 sul sito di un precedente forte in legno.
De Lacy lasciò l'Irlanda poco dopo, affidando il castello a Hugh Tyrrel, barone di Castleknock e uno dei suoi luogotenenti. Fu allora che la palizzata venne attaccata e bruciata dalle forze del re supremo d'Irlanda, Ruaidrí Ua Conchobair; Tyrrel fu costretto a fuggire. Ua Conchobair presto si ritirò con le sue truppe e de Lacy, o Raymond FitzGerald, riparò o ricostruì immediatamente il castello nel 1173. Dopo la morte di Hugh de Lacy nel 1186, suo figlio Walter subentrò come Lord di Meath, continuando l'opera di ricostruzione, completando il castello verso il 1224.
Alla morte di Walter de Lacy nel 1241, sua nipotina Mathilda ("Maud") ereditò del castello. Maud de Lacy morì nel 1304 ed il castello passò al suo secondo marito, Geoffrey de Geneville signore di Vaucouleurs in Champagne e di altre terre in Inghilterra ed Irlanda. Suo figlio, Piers de Geneville, ebbe con Giovanna di Lusignano una figlia, Giovanna, che ereditò del castello e della baronia di Geneville alla morte di Geoffrey nel 1314. Il castello di Trim passò quindi ai discendenti di  Giovanna de Geneville e del marito Ruggero Mortimer, I conte di March.
La linea maschile dei Mortimer si esaurì nel 1425 I possedimenti di Trim andarono quindi a Riccardo di York,  figlio di Anna Mortimer Riccardo di York venne ucciso alla Battaglia di Wakefield nel 1460. L'anno successivo, Edoardo IV d'Inghilterra nominò Germyn Lynch suo rappresentante a Trim.